# CPL (formato)
No sistema operacional Windows, a extensão CPL é atribuída aos Control Panel  Applets, que são miniaplicativos utilizados pelo Painel de Controle, introduzidos no Windows 3.x, mas ainda utilizados em versões atuais como o Windows 7. O Painel de Controle carrega estes miniaplicativos e exibe ícones para que estes sejam acessados facilmente.

## Estrutura
Um arquivo CPL é uma DLL (biblioteca de vínculo dinâmico) ou um EXE e por isso herda toda a estrutura já definida para o formato PE. A diferença mais notável é que os CPL normalmente possuem somente uma função exportada chamada CPlApplet(), enquanto as DLL em geral possuem várias funções exportadas (disponíveis para serem chamadas a partir de outro programa).

## Execução
Quando a janela do Painel de Controle é aberta, todos os arquivos CPL na pasta de sistema do Windows são lidos e seus applets são carregados e exibidos na janela do Painel de Controle. Cada arquivo CPL pode conter um ou mais applets. É possível verificar isso com os métodos de execução abaixo:

### Usando o control.exe
O programa control.exe (que carrega o Painel de Controle) utiliza a seguinte sintaxe para carregar applets CPL:
```
control.exe arquivo.cpl,@n,t

```

Onde n é o índice do applet dentro do arquivo, começando em 0 (zero) e t é o índice da aba deste applet, para applets com mais de uma aba, também começando em 0 (zero). Por exemplo, para carregar o primeiro applet do arquivo main.cpl posicionado na primeira aba, pode-se comandar:
```
C:\> control main.cpl,@0,0

```

Para ver a segunda aba deste mesmo applet, basta:
```
C:\> control desk.cpl,@0,1

```

Já para ver o segundo applet:
```
C:\> control main.cpl,@1,0

```

Caso o índice de applet ou aba seja inválido ou omitido, o Windows busca o applet padrão do arquivo e o exibe sem emitir erros.

### Utilizando a função Control_RunDLL
Há ainda a possibilidade de se executar um arquivo CPL utilizando diretamente uma função da shell32.dll chamada Control_RunDLL. Este é o método que o Windows utiliza internamente e também é o que ocorre quando é dado um duplo-clique num arquivo CPL. Exemplo:
```
C:\> rundll32 shell32.dll,Control_RunDLL timedate.cpl,@0,0

```

O comando acima abre as propriedades de data e hora do Windows diretamente. Por ter essa característica, arquivos CPL podem ser executados diretamente no sistema operacional, bastando para isso um duplo-clique neles. Sendo assim, o efeito é similar aos arquivos EXE e à essa característica se deve a fama de que arquivos CPL são "DLLs que executam com dois cliques".

### Utilizando o objeto Shell.Application
Um script em VBScript ou JScript pode carregar um CPL através do método ControlPanelItem() de um objeto Shell.Application. O código abaixo carrega o applet de configuração de joysticks:
VBScript
```
Dim
 
obj

Set
 
obj
 
=
 
CreateObject
(
"Shell.Application"
)

obj
.
ControlPanelItem
(
"joy.cpl"
)

```

## Segurança
Por ser um formato flexível e que pode ser executado com um duplo-clique, criadores de ameaças também criam malware utilizando o formato CPL. É comum no Brasil usuários receberem e-mails falsos com links para downloads de arquivos comprimidos com um mais arquivos CPL dentro. Em geral, este tipo de arquivo não é transferido via rede com frequência pois seu maior uso está no Windows em si, portanto muito cuidado é necessário antes de dar um duplo clique em arquivos CPL recebidos por e-mail ou que tenham sido baixados na internet.
Por ser um tipo de arquivo pouco conhecido, mesmo por analistas de segurança experientes, vários programas como proxy firewalls e outras soluções de segurança não tratam o download de um arquivo CPL com a devida atenção.
O bloqueio de download de arquivos deste tipo deve ser tratado com cuidado, no entanto, visto que alguns fabricantes de hardware distribuem arquivos CPL juntamente com programas e drivers de dispositivo.

## Applets nativos

### Windows 3.x[4]
| Nome do arquivo | Nome do ícone no Painel de Controle                                                                                    |
| --------------- | --- |
| CPWIN386.CPL    | Avançado |
| DRIVERS.CPL     | Controladores |
| MAIN.CPL        | Cores, Fontes, Portas, Mouse, Área de Trabalho, Teclado, Impressoras, Internacional, Data e Hora e Rede (se instalada) |
| SND.CPL         | Som |

### Windows XP[6]
| Nome do arquivo | Nome do ícone no Painel de Controle                             |
| --------------- | --------------------------------------------------------------- |
| Access.cpl      | Ações de acessibilidade                                         |
| Appwiz.cpl      | Adicionar ou remover programas                                  |
| Desk.cpl        | Vídeo                                                           |
| Hdwwiz.cpl      | Adicionar hardware                                              |
| Inetcpl.cpl     | Opções da Internet                                              |
| Intl.cpl        | Opções regionais e de idiomas                                   |
| Irprops.cpl     | Dispositivos Infra-vermelho                                     |
| Joy.cpl         | Controladores de jogo                                           |
| Main.cpl        | Mouse                                                           |
| Mmsys.cpl       | Sons e dispositivos de áudio                                    |
| Ncpa.cpl        | Conexões de rede                                                |
| Nusrmgr.cpl     | Contas de usuário                                               |
| Nwc.cpl         | Serviços de Gateway para NetWare                                |
| Odbccp32.cpl    | Fontes de dados (ODBC), dentro de "Ferramentas administrativas" |
| Powercfg.cpl    | Opções de energia                                               |
| Sapi.cpl        | Fala                                                            |
| Sysdm.cpl       | Sistema                                                         |
| Telephon.cpl    | Opções de telefone e modem                                      |
| Timedate.cpl    | Data e hora                                                     |